# ピエモン
ピエモンは
1. 『デジタルモンスター』シリーズに登場する架空の生命体・デジタルモンスターの一種。
2. 『デジモンアドベンチャー』の登場人物。

## 概要
初登場はデジモンペンデュラム3。ドット絵ではクラウンそのものだが、イラストでは左右が白と黒で塗り分けられた仮面をつけている。

## 種族としてのピエモン
神出鬼没の魔人型デジモン。謎が多く目的も正体も不明でそれを解明する手段も現時点ではないが、実力は強力無比であり、出会ってしまった場合は己の運命を呪うしかないと言われる。

### 基本データ
- 世代/究極体[1]
- タイプ/魔人型[1]
- 属性/ウィルス[1]
- 必殺技/トランプソード[1]
- 得意技/クラウントリック、エンディングスペル、トイワンダネス
- 装備/トランプソード、マジックボックス
- 勢力/ナイトメアソルジャーズ

必殺技
トランプソード
背中のマジックボックスから取り出した4本の剣を投げながらテレポートさせ、串刺しにする脱出不能な技。

### 亜種・関連種・その他
カオスピエモン
ワイズモン
同眷属であると言われている魔人型デジモン。

## 登場人物としてのピエモン

### デジモンアドベンチャー
声優は大塚周夫。魔の山の四天王・ダークマスターズの一体にして首領格。当初はピエロに化けて現実世界から戻ってきたばかりの太一たちに「選ばれし子供たちがスパイラルマウンテンに登ろうとしてダークマスターズにやられてしまう話」をして反感を買った後に正体を表し、最強クラスの戦闘能力でウォーグレイモンとメタルガルルモンの必殺技を回避するとトランプソードで勝利し、チューモンやピッコロモンを殺害した。
他のダークマスターズ3体が敗れた後、スパイラルマウンテンの闇の世界の最上部にて再び子供たちと戦う。トランプソードやトイワンダネスでウォーグレイモンを圧倒し、エンディングスペルでクロンデジゾイド製の装甲をも打ち砕き戦闘不能寸前まで追い込むが、駆けつけたヤマトとガルルモンの友情によりウォーグレイモンの回復を許してしまう。ガブモンが進化したメタルガルルモンとウォーグレイモンによりトランプソードを封じられ追い込まれたかに見えたが、白い布を使う奇術によって太一たちを次々に人形に変え、残ったタケルとヒカリに襲いかかる。しかしヒカリを守ろうとしたタケルが希望の紋章を発動させエンジェモンはホーリーエンジェモンへと進化し後一歩のところで仕留め損い、同時にホーリーエンジェモンのホーリー・ディスインフェクションで太一たちは元の姿に戻り、形勢逆転される。多数のイビルモンを呼び寄せるが、多数の仲間を連れたミミの戦線復帰、さらにホーリーエンジェモンの必殺技ヘブンズゲートの発動とウォーグレイモンとメタルガルルモンの同時攻撃によってイビルモン諸共、二度と戻れない亜空間へと吸い込まれて消滅し、ダークマスターズは全滅した。

### デジモンアドベンチャーVテイマー01
エイリアス3の一人・シグマのパートナーとして登場。太一とゼロたちを特殊空間・仮面広場『マスクズ・スクエアー』に連れ込み、仮面広場の効力で太一とゼロのコマンドをシグマに筒抜けにしてコンビネーションを封じ、さらに自分やトランプソードを意のままに瞬間移動させて追い込むが、太一たちがアイコンタクトによるコンビネーションで行ったフェイントに引っかかり自滅する。敗北後シグマと共にデーモン城に戻るが、誕生したばかりのアルカディモンに吸収されてしまった。

### デジモンゴーストゲーム
声優は山路和弘。第41話に登場（本編との繋がりは無いが、OP映像ではアメリカの映画『IT/イット “それ”が見えたら、終わり。』に登場する「ペニーワイズ」の如く排水溝の中に潜むシルエットとして存在する）。プラチナヌメモンに続いて2体目の究極体だが、今作の人間界で確認された究極体はこのピエモンが初である。人間界では神出鬼没の「ピエール・ドリームサーカス」の団長・ピエールとして人間の姿に化けて活動しているが、裏ではデジタルワールドでデジモンをトランプのカードに変えてしまう「嘆きのトランプ」を人間で作り出す為に、招待状を受け取り参加を決めた子供達に危険が伴う演目をやらせ、失敗・成功問わずトランプのカードに変えていた。
配下としてメフィスモン、トブキャットモン、ランクスモン、フレイウィザーモン、オポッサモンを従えており、彼らはピエモンの意に沿って団員として参加しているだけでなく、ピエモンの行うカードゲームに招待される事を待ち望んでいる。
手違いでオポッサモンの招待状を持って行った瑠璃とアンゴラモンの元へ配下を送り込んでしまうが、その代わり利用価値があるとアンゴラモンを誘拐し、本当のウサギの姿に変えてしまう。するとテントへとやってきた宙から「人間とトランプ勝負をしたことがあるのか」と指摘を受け、ならばとアンゴラモンやカードにされた子供達を助ける為に瑠璃とカードゲームバトルを行うが、敗北。「弱者は強者に従うもの」と潔く敗北を認めて全員を元に戻し、人間をカードにしないと瑠璃に約束し、そのまま姿を消した。

### デジモンサヴァイブ
声優は大塚明夫。アルケニモン達に子供達の生贄を集めるよう指示していた。第3章から存在は確認されていたが、フードで姿を隠されていた。第7章で対面、激突することになる。完全体までにしか進化できないアグモンたちにとっては苦戦するが、バトル勝利後は本気では戦っておらず、ミユキを主に捧げるとタクマとともに黒いモヤに包まれる。その後はタクマの世界に飛ばされ、アグモン達と激突。先程の戦闘でダメージを受けており、アグモンに敗北し、ミユキが開いたゲートに飛ばされた。
分岐ルートで道義ルートでは生存確認はされなかったが、激情ルート、調和ルートの第10章で姿を現す。激情ルートではアオイを抹殺しようとするが、アオイとラブラモンが融合、暗黒進化したプルートモンに殺される。調和ルートでは妹を殺されたカイトとともに主に復讐することを提案し、ドラクモンが進化したヴァンデモンと融合し、ボルトバウタモンとなる。